# 松平友著
松平 友著（まつだいら ともあき）は、江戸時代前期から中期にかけての武士。川田窪松平家の祖。

## 生涯
尾張藩2代藩主・徳川光友の十一男として誕生。母は梅香院（鈴木氏または大橋氏）、幼名は大蔵、初名は友親。
元禄6年（1693年）、5千石を賜る。元禄7年（1694年）12月18日　従五位下・但馬守に任官する。元禄11年（1698年）7月13日、見世姫が誕生する。宝永2年（1705年）、長男・代五郎（徳川宗勝）が誕生（母は側室の圓珠院・湯本氏）。結婚前であり、幕府への届け出は宝永4年（1707年）6月2日付でおこなわれる。宝永3年（1706年）11月23日、川田窪に屋敷を拝領する。この屋敷に因んで、友著の家系は川田窪松平家と呼ばれることになる。
宝永4年（1707年）7月28日　公家の正親町公通の娘・生姫（貞亮院）と婚礼する。正徳元年（1711年）8月、大名格として江戸城に出仕する。享保2年12月18日（1718年1月19日）、従四位下（四品）。8代将軍・徳川吉宗はこの後に数度にわたり、松平通春（徳川宗春）と共に、諸行事の参列や鷹狩の獲物の下賜など、御連枝として特別に扱う。
享保13年（1728年）3月30日、卒去。伝通院に葬られる。法名は隆興院殿。
跡を子の友淳が継いだ。後に友淳は高須松平家を継いで義淳と名乗り、さらに後には尾張本家を継いで徳川宗勝と名乗った。そのため川田窪松平家は2代で絶えることとなった。

## 系譜
- 父：徳川光友
- 母：梅の枝 - 梅香院、鈴木氏娘
- 正室：生姫 - 伊喜姫、貞亮院、正親町公通娘
- 側室：繁 - 円珠院、湯本氏娘
  - 長男：徳川宗勝 - 松平義孝の養子
- 生母不明の子女
  - 女子：見世姫